# Conflit sociocognitif
 (décembre 2021).
La mise en forme du texte ne suit pas les recommandations de Wikipédia : il faut le « wikifier ».
Les points d'amélioration suivants sont les cas les plus fréquents. Le détail des points à revoir est peut-être précisé sur la page de discussion.
- Les titres sont pré-formatés par le logiciel. Ils ne sont ni en capitales, ni en gras.
- Le texte ne doit pas être écrit en capitales (les noms de famille non plus), ni en gras, ni en italique, ni en « petit »…
- Le gras n'est utilisé que pour surligner le titre de l'article dans l'introduction, une seule fois.
- L'italique est rarement utilisé : mots en langue étrangère, titres d'œuvres, noms de bateaux, etc.
- Les citations ne sont pas en italique mais en corps de texte normal. Elles sont entourées par des guillemets français : « et ».
- Les listes à puces sont à éviter, des paragraphes rédigés étant largement préférés. Les tableaux sont à réserver à la présentation de données structurées (résultats, etc.).
- Les appels de note de bas de page (petits chiffres en exposant, introduits par l'outil «  Source ») sont à placer entre la fin de phrase et le point final[comme ça].
- Les liens internes (vers d'autres articles de Wikipédia) sont à choisir avec parcimonie. Créez des liens vers des articles approfondissant le sujet. Les termes génériques sans rapport avec le sujet sont à éviter, ainsi que les répétitions de liens vers un même terme.
- Les liens externes sont à placer uniquement dans une section « Liens externes », à la fin de l'article. Ces liens sont à choisir avec parcimonie suivant les règles définies. Si un lien sert de source à l'article, son insertion dans le texte est à faire par les notes de bas de page.
- La présentation des références doit suivre les conventions bibliographiques. Il est recommandé d'utiliser les modèles {{Ouvrage}}, {{Chapitre}}, {{Article}}, {{Lien web}} et/ou {{Bibliographie}}. Le mode d'édition visuel peut mettre en forme automatiquement les références.
- Insérer une infobox (cadre d'informations à droite) n'est pas obligatoire pour parachever la mise en page.

Pour une aide détaillée, merci de consulter Aide:Wikification.
Si vous pensez que ces points ont été résolus, vous pouvez retirer ce bandeau et améliorer la mise en forme d'un autre article.
Le conflit sociocognitif peut se définir selon Willem Doise et Gabriel Mugny comme « la confrontation entre des avis divergents qui est constructive dans l’interaction sociale ». C’est avant tout un conflit cognitif provoquant un déséquilibre cognitif pour résoudre un problème. Selon Jean-Pierre Astolfi, « le conflit cognitif se développe lorsqu’apparaît, chez un individu, une contradiction ou une incompatibilité entre ses idées, ses représentations et ses actions ».
Le conflit sociocognitif est un élément moteur des théories psychosociales et sociocognitives de l'apprentissage et du développement. C’est un concept fondamental du courant socioconstructiviste « néopiagétien » représenté par Lev Vygotski et Jerome Bruner qui soutient que les apprentissages se font par les expériences, les découvertes mais aussi et surtout par les interactions sociales. Il apparaitrait vers 7-8 ans, lors du stade appelé « les opérations concrètes » de Jean Piaget, lorsque les enfants sont capables de procéder à des opérations mentales de plus en plus complexes, et par conséquent de se confronter à un problème dans le cadre de l’interaction sociale.
Les apports du conflit sociocognitif sur les apprentissages sont abordés par Philippe Carré et Pierre Caspar, qui considèrent : « que l’interaction sociale favoriserait globalement les apprentissages ». Pour Anne-Nelly Perret-Clermont, « c’est essentiellement l’interaction sociale qui est en mesure de générer l’évolution de l’apprenant ». D’après les travaux de Roger Mucchielli, « les individus participant à un travail de groupe apprennent davantage que les individus à capacité égale travaillants seuls ». Aussi, le conflit sociocognitif permettrait de favoriser la dynamique de groupe, d’améliorer le sentiment d’auto-efficacité, de renforcer l’implication et in fine, d’impacter la dimension conative de l’individu.
Cependant le conflit sociocognitif peut être inefficace lorsque « les relations sont asymétriques, lorsque les décisions sont unilatérales, lorsqu’un leader est imposé ou lorsque la communication n’est pas possible ». Aussi, d’après Alamsa, J.F. (1995)[Qui ?], les conflits sociocognitifs seraient moins bien identifiés et traités lorsqu’ils ont lieu entre l’enseignant et les apprenants. L’approche des dysfonctionnements cognitifs, quelle que soit leur origine — acquise, développementale ou dégénérative — influence nécessairement le processus du conflit sociocognitif et sa portée.